# Levene Gouldin & Thompson Tennis Challenger 2003
Il Levene Gouldin & Thompson Tennis Challenger 2003 è stato un torneo di tennis facente parte della categoria ATP Challenger Series nell'ambito dell'ATP Challenger Series 2003. Il torneo si è giocato a Binghamton negli Stati Uniti dal 4 al 10 agosto 2003 su campi in cemento.

## Vincitori

### Singolare
Ivo Karlović ha battuto in finale  Nicolas Thomann con il punteggio di 7–6(6), 6(6)–7, 7–6(4)

### Doppio
Jonathan Erlich /  Andy Ram hanno battuto in finale  Stephen Huss /  Myles Wakefield con il punteggio di 6–4, 6–3